# Panama (land)

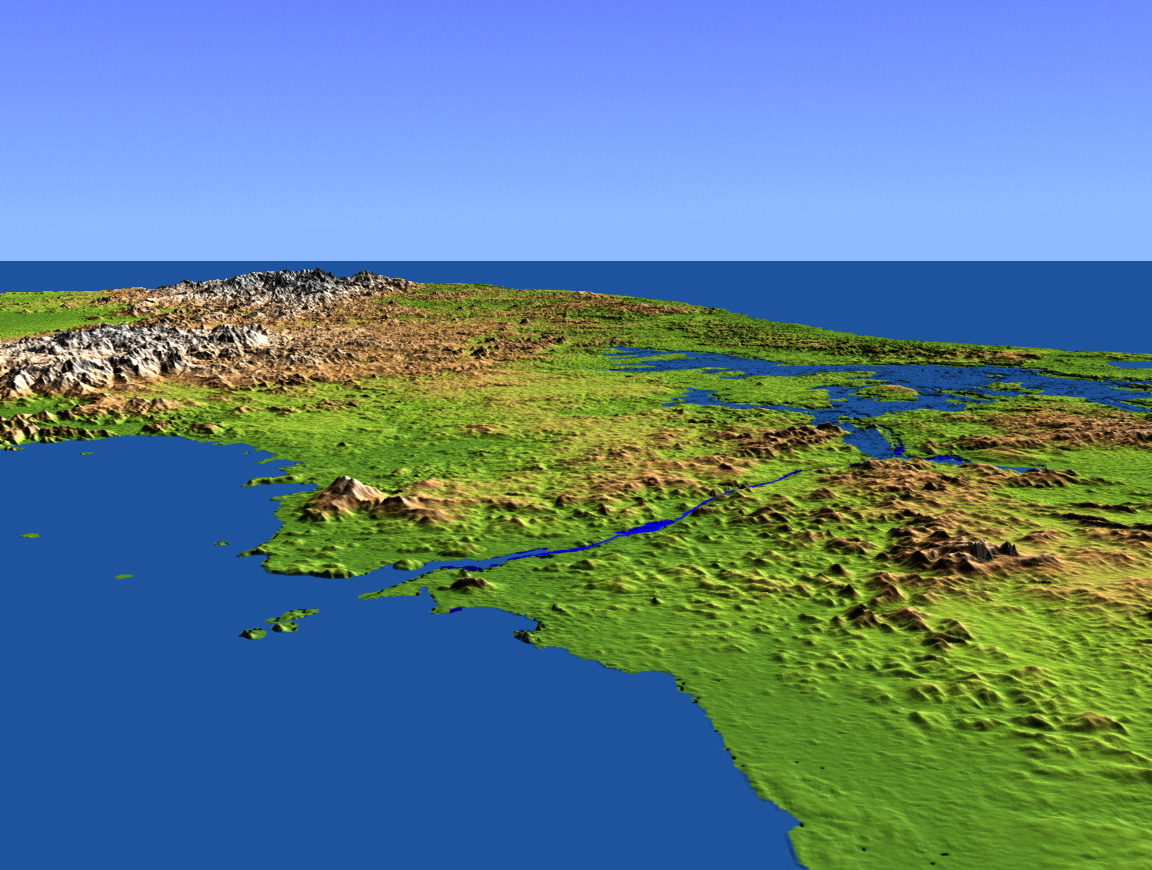
Panama in reliëf (bron:NASA)

De Republiek Panama (Spaans: República de Panamá) is een land op de grens van Centraal-Amerika en Zuid-Amerika dat grenst aan Costa Rica en Colombia. Panama is vooral bekend door het Panamakanaal, dat de doorsteek mogelijk maakt tussen de Atlantische Oceaan en de Grote Oceaan.
Het land bestaat sinds 1903 als onafhankelijk land na de afscheiding van Panama van Colombia, waarbij de Verenigde Staten een belangrijke rol speelden, mede in verband met de plannen voor de aanleg van voornoemd kanaal.
In het Spaans wordt de naam Panamá uitgesproken met de klemtoon op de laatste lettergreep. In het Nederlands wordt doorgaans de eerste lettergreep beklemtoond.

## Geschiedenis
In het gebied van hedendaags Panama waren verscheidene precolumbiaanse beschavingen, waaronder de Coclécultuur. 
Panama was van 1502 tot 1821 een provincie van Spanje. Na een korte onafhankelijkheid ging het land op in Groot-Colombia. 
Toen de Colombiaanse regering zich verzette tegen de Amerikaanse wens (én bijhorende eisen) om een doorvaart mogelijk te maken tussen de Atlantische Oceaan en de Grote Oceaan in de landengte van Panama, ging de Amerikaanse president Theodore Roosevelt in 1903 een Panamese onafhankelijkheidsbeweging steunen. Manuel Amador Guerrero werd de eerste president van Panama, hij regeerde van 20 februari 1904 tot 1 oktober 1908.

## Geografie
Panama is het meest zuidelijk gelegen land van Centraal-Amerika. Ten noorden van het land ligt de Caribische Zee, ten zuiden de Grote Oceaan en de Golf van Panama. Voor beide kusten liggen een aantal eilanden, waaronder de San Blas-eilanden. Op het smalste punt tussen beide zeeën ligt het Panamakanaal, dat nu de beide Amerika's scheidt. Zo ligt het westelijke deel van Panama in Noord-Amerika en het oostelijke deel waaronder Darién in Zuid-Amerika. Staatkundig behoort geheel Panama tot Noord-Amerika (Centraal-Amerika). In het westen grenst Panama aan Costa Rica, de grens is 330 kilometer lang en in het oosten deelt het een 225 kilometer lange grens met Colombia. De kustlijn is bijna 2.500 kilometer lang.

### Landschap
Over de volledige lengte van het land loopt een bergkam. Dit vormt tevens een continentale divide, ten noorden hiervan stromen de rivieren naar de Caraïbische Zee en ten zuiden naar de Grote Oceaan. In het grensgebied met Costa Rica ligt het Cordillera de Talamanca gebergte. Hier ligt ook de Volcán Barú, met 3.474 meter het hoogste punt van het land. Verder naar het oosten worden de bergen lager en verandert de naam in Serranía de Tabasará. In dit lagere gedeelte ligt ook het Panamakanaal. De hele door vulkanen gevormde bergrug tussen Costa Rica en het kanaal wordt ook wel Cordillera Central genoemd. Aan de andere kant van het kanaal worden de bergen weer hoger. De kustgebieden zijn veelal vlak.

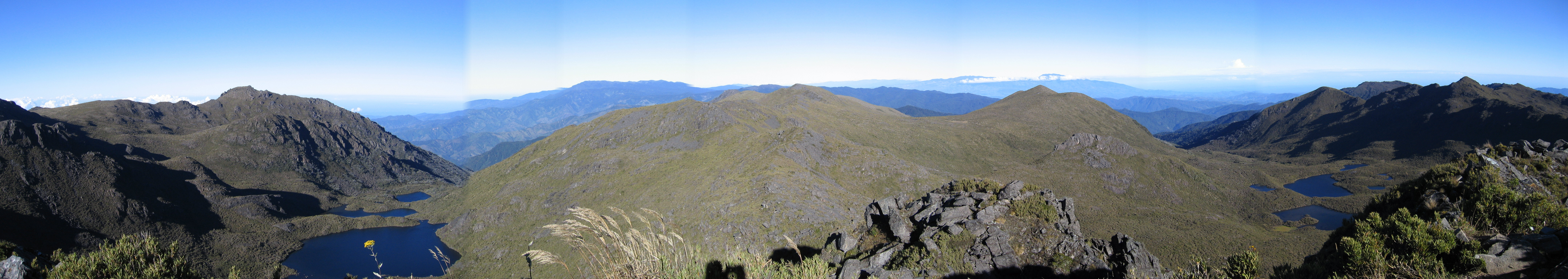
Cordillera de Talamanca met in het midden de Cerro Chirripó.

### Rivieren
Het land telt ongeveer 500 rivieren, waarvan er zo’n 300 uitmonden in de Grote Oceaan. Er zijn maar een paar rivieren bevaarbaar zoals de Chagres, die grotendeels is opgegaan in het Panamakanaal, en de Tuiro. Deze laatste stroomt in de meest oostelijke provincie Darién. De Chagres telt twee dammen en is een belangrijke bron van waterkracht voor het land. De Chepo speelt ook een belangrijke rol in de elektriciteitsvoorziening van het land. De waterkrachtcentrale in de Bayano dam werd in 1976 in deze rivier aangelegd.

### Klimaat
Panama heeft een tropisch, zeer vochtig klimaat, met een droge periode tussen januari en mei. In de regenperiode regent het gemiddeld 20 dagen per maand en de hoeveelheden zijn groot. In Nederland valt gemiddeld zo'n 600 à 700 millimeter neerslag per jaar, maar in Panama ligt het gemiddeld driemaal zo hoog. De temperatuur varieert weinig over de seizoenen en ligt gemiddeld rond de 23°C. In het oosten van het land valt de meeste neerslag en hier zijn uitgebreide tropische bossen.
| Maand                       | jan | feb | mrt | apr | mei | jun | jul | aug | sep | okt | nov | dec | Jaar  |
| --------------------------- | --- | --- | --- | --- | --- | --- | --- | --- | --- | --- | --- | --- | ----- |
| Gemiddelde temperatuur (°C) | 22  | 22  | 23  | 23  | 24  | 24  | 23  | 24  | 24  | 23  | 23  | 23  | 23    |
|                             |     |     |     |     |     |     |     |     |     |     |     |     |       |
| Neerslag (mm)               | 48  | 25  | 10  | 63  | 239 | 180 | 199 | 216 | 200 | 305 | 268 | 151 | 1.904 |
| Bron: Climatetemp:          |     |     |     |     |     |     |     |     |     |     |     |     |       |

## Bevolking

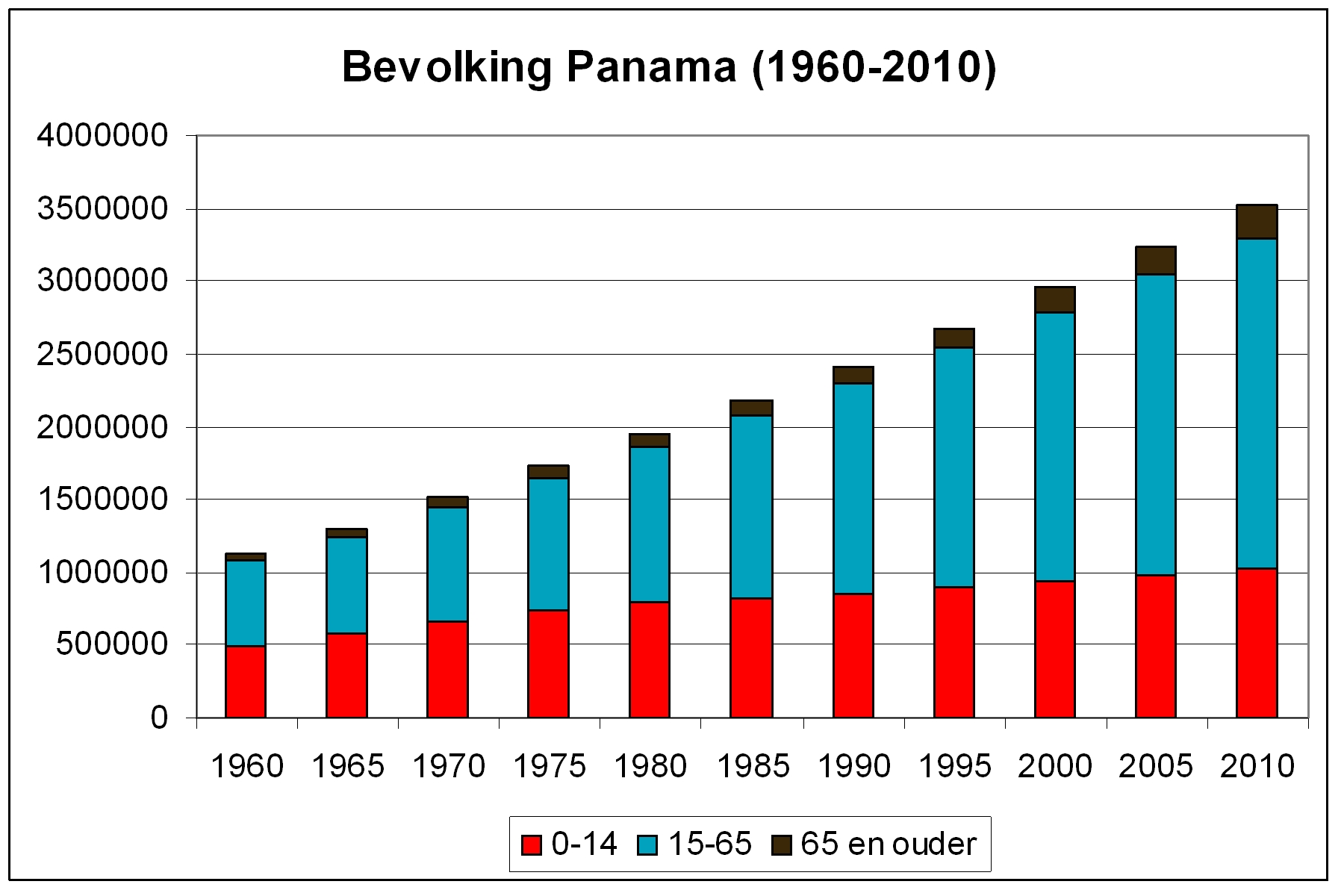
Bevolkingsgroei Panama tussen 1960 en 2010

Ten tijde van de ontdekking van Panama door de Spanjaarden waren er drie grote bevolkingsgroepen, de Kuna, Guaymí en Chocó. De Kuna woonden in het midden van het land, de Guaymí in het westen tegen de grens van Costa Rica en de Chocó ten slotte aan de grens van Colombia aan de kust met de Grote Oceaan. Alle drie groepen leefden van de landbouw, er waren gemeenschappelijke gronden die gezamenlijk werden bebouwd. Verder leefden zij van visserij en de jacht.
In 1960 telde Panama ruim 1 miljoen inwoners en in de decennia daarna is dit aantal gestaag gegroeid naar circa 3,5 miljoen in 2010. Hiervan woont ongeveer 75% in de steden, en 25% in de hoofdstad Panama-Stad. De gemiddelde levensverwachting van een Panamees is 75 jaar.

### Religie
Er is volgens de grondwet godsdienstvrijheid. Het overgrote deel van de bevolking (ca. 84 %) is katholiek. In 1925 werd het aartsbisdom Panama opgericht, dat sinds 1955 tevens zetel van de metropoliet van de kerkprovincie is. Van 1946 tot 1963 was de Nederlander Frans Beckmann CM aartsbisschop van Panama. De kerkprovincie omvat thans een aartsbisdom, vijf bisdommen en één vrije prelatuur.
Het merendeel van de protestanten (ca. 6% van de bevolking) is baptist. De oorspronkelijke Indianenbevolking is vrijwel niet tot het christendom bekeerd en hecht aan natuurreligies.

## Bestuurlijke indeling

Bestuurlijke kaart van Panama

Panama is opgedeeld in tien provincies (provincia) en drie Indiaanse gemeenschappen (comarca indígena).
De 10 Provincies

Bocas del Toro - Chiriquí - Coclé - Colón - Darién - Herrera - Los Santos - Panamá - Panamá Oeste - Veraguas
De 3 Comarca's

Emberá - Guna Yala - Ngöbe-Buglé

## Politiek
Panama is een republiek. Aan het hoofd van het land staat de president, die voor vijf jaar gekozen wordt. In juli 2019 werd Laurentino Cortizo in deze functie geïnstalleerd. Panama heeft een eenkamerparlement met 71 leden, die ook voor vijf jaar worden gekozen. Er bestaat stemplicht voor iedere persoon vanaf de leeftijd van 18 jaar, maar er staat geen boete op niet stemmen.

## Economie

### Economie Panama omstreeks 1950
Aan het einde van de jaren 40 van de twintigste eeuw was landbouw de belangrijkste economische activiteit. Slechts een klein deel van de vruchtbare grond werd gebruikt. De belangrijkste landbouwproducten waren bananen, rietsuiker, rijst, cassave, koffie en cacao. Gebrek aan goede transportmogelijkheden beperkte de houtkap in de uitgebreide bossen in het oosten van het land. Van de vezels van de Toquillapalm werden panamahoeden gemaakt. Er was 170 kilometer spoorweg, de Panamaspoorweg was de belangrijkste lijn en er was een klein smalspoornetwerk in Chiriquí. Verder waren er 1.500 kilometer verkeerswegen, niet veel voor een land ter grootte van de Benelux. Panama had geen eigen koopvaardijvloot, maar veel schepen voeren onder de Panamese vlag. De Panamese regering nam altijd deel aan internationale conferenties en stemde voor alle ontwerpconventies, maar ratificeerde deze nooit. Panama ontving circa US$ 430.000 per jaar uit hoofde van het Panamakanaal; in 1949 voeren bijna 4.800 schepen door het kanaal. De handelsbalans vertoonde een groot tekort, de export van goederen lag ver onder de import. Hierbij speelde wel een rol dat verkopen aan schepen die het Panamakanaal gebruikten niet tot de export van Panama werd gerekend en de bestedingen van het Amerikaanse personeel van het kanaal en militairen ook niet. Belangrijke exportproducten waren bananen, cacao en abaca.

### Actuele situatie
In 2018 werd het bruto binnenlands product (BBP) geschat op US$ 65,2 miljard (2008: US$ 42,4 miljard). Het BBP per hoofd van de bevolking was US$ 15.679 (2008: US$ 12.503), wordt dit bedrag gecorrigeerd voor koopkrachtverschillen dan lag het iets hoger dan US$ 25.000. De werkloosheid in 2018 werd geraamd op 6,4% (2008: 5,6%) van de beroepsbevolking. Een belangrijke bijdrage aan de overheidsinkomsten wordt geleverd door het Panamakanaal; de kanaalbeheerder ACP draagt een groot deel van de tolinkomsten af in de vorm van dividenden en belastingen.
De economie van het land draait grotendeels op de dienstensector. In 2017 had deze sector een aandeel van bijna 80% in het BBP. De primaire sector had een aandeel van slechts 2%, maar ongeveer een zesde van de beroepsbevolking was in de landbouw werkzaam.
De belangrijkste importproducten zijn petroleum, machinerieën, chemicaliën en geneesmiddelen. De belangrijkste importlanden waren in 2017 de Verenigde Staten (VS, 24%), de Volksrepubliek China (10%) en Mexico (5%). De belangrijkste exportpartners waren de VS (19%), Nederland (17%) en China (7%). Er werden vooral landbouwproducten, vis, hout en schroot uitgevoerd.
In 1968 zijn in Noord-Centraal-Panama bij de Petaquilla-rivier koper, goud, zilver en molybdeen ontdekt. De metalen zijn aangetroffen op zo’n 20 kilometer van de kust met de Caraïbische Zee. Het ligt in bergachtig terrein, bedekt met regenwoud en de regio heeft een vochtig en heet klimaat. Mede vanwege de gebrekkige infrastructuur heeft het tot 2009 geduurd alvorens met de aanleg van de mijn werd gestart. Het erts ligt relatief ondiep en kan door middel van dagbouw worden gewonnen. Het mijnbouwbedrijf Inmet Mining had 80% van de aandelen en de rest was in handen van het Zuid-Koreaanse bedrijf LS-Nikko Copper. Inmet werd in 2013 overgenomen door First Quantum, die met het project doorgaat. In november 2017 verhoogde First Quantum het belang naar 90% door LS-Nikko deels uit te kopen. De Cobre Panama mijn heeft een levensduur van zo’n 40 jaar en zal gemiddeld ongeveer 300.000 ton koper per jaar produceren. Het hele project vergt een investering van ruim US$ 7 miljard en de productie start in 2019. De exportopbrengst van het koper zal voor Panama een belangrijke extra bron in inkomsten worden naast die van het Panamakanaal.

### Armoede
Volgens het Ontwikkelingsprogramma van de Verenigde Naties leeft in Panama 37,3% van de bevolking onder de armoedegrens.